# RAM II UAV
RAM II UAV — український дрон-камікадзе. Створений на базі корпусу БПЛА «Лелека-100» компанії DEVIRO. Система призначена для нанесення точних ефективних ударів по ворожих силах та мінімізації супутнього збитку при використанні в міській місцевості. Запуск комплексу здійснюється з мобільної катапульти.
Головною особливістю RAM II UAV є активна система візуального відстеження об'єкта, що дозволяє зафіксувати ціль за допомогою відео, яке передається в реальному часі з бортової відеокамери, і стежити за ціллю до удару. Оператор може виявляти цілі за допомогою гіростабілізованої камери Full-HD з 10-кратним оптичним збільшенням.
БПЛА працює від електричного двигуна з низьким рівнем шуму. Повністю заряджений БПЛА з 4-кг бойовою частиною може діяти на відстані 30 км від місця запуску і виконувати як спостереження, так і бойові завдання.
Презентація першої моделі RAM UAV відбулась у лютому 2018 року на виставці в Абу-Дабі, після чого вона була дороблена та представлена саме, як друга версія RAM II UAV.

## Платформи
На базі спеціалізованого броньованого автомобіля «Новатор» 2021 року було представлено ударний безпілотний комплекс, здатний оперативно доставити екіпаж з технікою до району виконання завдання та після враження цілі гарантувати безпечне повернення до бази.

## Виробники
Дрон-камікадзе створено за кооперації українських підприємств:
- DEVIRO — українська компанія-виробник БПЛА.
- CDET — компанія, що спеціалізується на оборонних і радіоелектронних технологіях.
- Українська бронетехніка — українське приватне підприємство оборонно-промислового комплексу, що спеціалізується на проектуванні та виробництві техніки військового і цивільного призначення.
- ДК «Укроборонпром» — стратегічний виробник озброєння та військової техніки в Україні.
- СпецТехноЕкспорт — українське державне зовнішньоторговельне підприємство, що спеціалізується на експорті та імпорті товарів та послуг ОПК, розвитку інновацій, налагодженні оборонно-технічного співробітництва з країнами-партнерами й іноземними компаніями.

Загалом у розробці задіяно близько 10 підприємств, що можуть доповнювати та взаємозаміняти одне одного.

## Бойова частина
Бойова частина RAM II UAV може бути трьох типів: осколково-фугасна, термобарична або кумулятивна.
- Осколково-фугасна бойова частина призначена для ураження живої сили на відкритому просторі. Знищує живу силу в зоні 15×3 м за допомогою півтори сотні вражаючих уламків. Дрон несе 3 кілограми вибухівки.[1]
- Бронебійна бойова частина призначена для ураження броньованих і сильно захищених цілей на суші або в морі. Кумулятивний боєприпас пробиває броню до 400 мм і може застосовуватися проти легкої бронетехніки.
- Термобарична бойова частина призначена для ураження цілей всередині будівель і малої броньованої техніки. Убивча сила термобаричного заряду поширюється в радіусі 15 метрів на відкритому просторі, максимально ефективним є використання його проти укріплень противника.

Максимальна вага бойової частини 3 кг.

## Застосування
10 жовтня 2022 року на тлі масованого ракетного обстрілу російськими загарбниками Фонд Сергія Притули і Сергій Стерненко оголосили про збір коштів на закупівлю безпілотників RAM II UAV для ЗСУ.
10 січня 2023 року були представлені безпілотники зі здатністю польоту до 30 км.
28 березня 2023 року Сергій Притула опублікував відео, як за допомогою RAM II були вражені російські ЗРК Тор М2 і РСЗВ БМ-21 «Град».

## Див.також
- Лелека-100
- Ланцет (баражуючий боєприпас)